# なにがなんだかわからない
『なにがなんだかわからない』（Timid Tabby、1957年4月20日公開）はハンナ=バーベラ第1期の『トムとジェリー』の作品のひとつである。

## スタッフ
- 製作・監督 - ウィリアム・ハンナ、ジョセフ・バーベラ
- 脚本 - ウィリアム・ハンナ、ジョセフ・バーベラ(全員クレジット無し)
- 原画 - ケネス・ミューズ、アーヴン・スペンス、ルイス・マーシャル、ケン・サウスワース、ビル・シーペック
- レイアウト - ディック・ビッケンバック
- 背景 - ロバーター・グリュータート
- 音楽 - スコット・ブラッドリー
- 彩色プロセス - テクニカラー
- 録音プロセス - ウェスタン・エレクトリック、パースペクタ・ステレオ
- 制作 - メトロ・ゴールドウィン・メイヤー・カートゥーン・スタジオ（英語版）
- 配給 - メトロ・ゴールドウィン・メイヤー、ロウズ・シアター

## 作品内容
いつものようにジェリーと追いかけっこをしていたトムの元へ手紙が届く。差出人はトムのいとこのジョージからだった。
| 「 | 今日トムの家に遊びに行きます。ネズミを追い払っておいてください。いとこのジョージより | 」 |

そこでトムはジェリーの巣穴を塞いだ。ジョージは重度の「ネズミ恐怖症」なのである。
しばらくして訪ねて来たジョージの姿形はトムにそっくりであった。ネズミを見もしないうちに怖がってトムの傍を離れようとしないジョージを、トムはこっそりネズミのおもちゃを使ってからかう。
一方、ジョージを知らないジェリーは塞がれた巣穴を脱出し、いつも通りお菓子をつまみ食いしようとする。そこへジョージと遭遇。思わずジェリーは身を伏せたが、ジョージは悲鳴を上げて逃げ惑う。いつもと全く勝手が違う「トム」の態度を面白おかしく思ったジェリーは、さんざんジョージを脅かしていじめる。
ジョージと入れ違う形で今度はトムが居間へ戻って来た。またジェリーが同じように脅かしたが、今度は反撃され呆気なくやられてしまう。ある時はジョージを脅かし、またある時はトムに反撃されるにつれ、ジェリーは少しずつ混乱していく。
そのうちトムはジェリーを退治する作戦を思いつき、ジョージに協力するよう命じる。引き続き2人が代わる代わるジェリーの前に姿を現しつつ、トムはジョージのように臆病を演じてジェリーを誘い込み、ジョージはトムの背後で腕をちらつかせるなどしてジェリーを脅かす。
極めつけにジョージは気が弱いながらトムと同じ怖い表情を作りトムと合体。2つ首に腕と足が4本の「化け猫」となってジェリーの前に立ちはだかる。
それを見たジェリーはパニックになり家から飛び出す。ネズミを物怖じしなくなったジョージの存在には気付くことなく、「ネズミのノイローゼ療養所」へ助けを求めるのだった。
本作はトムが勝利する数少ない話である。

## 登場キャラクター
トム
いとこのジョージを自宅へ招き入れ、一致団結してジェリーを追い出した。
ジェリー
トムとジョージに翻弄され、ジョージがトム宅へ来ていたことに気づかないまま降参し家を出ていった。
ジョージ
トムのいとこ。外見はトムと瓜二つだが、ネズミ恐怖症でかなりの臆病者。彼をトムだと勘違いしたジェリーに終始怖がらせられてしまうが、最後はトムと力を合わせてジェリーを追い出す事に成功した。

## 備考
- この作品から、オープニングテーマ曲が一新された。
- 本作はトムがジェリーに完封勝利する数少ない作品である。他作品でトムが勝利する作品では序盤はジェリーが優勢ながら最終的にトムが逆転勝ちするストーリーがほとんどであるのに対し、本作は最初から最後に至るまでトムが劣勢となる描写がない、非常に珍しい作品となっている。
- ジェリーがジョージを驚かす際に発する言葉 "Aboo!"は、英語で「べろべろばぁ！」くらいの意味である。繰り返し驚かされたジョージは最後にはゲル状になって排水溝に流れ落ちてしまう。また直後に油断したジェリーは事情を知らないトムに同様の驚かしを仕掛けたものの叩かれてしまい、奇妙な造形となって穴に戻るはめとなる。

## キャスト
| キャラクター | 原語版             | TBS版      | ソフト版 |
| ------------ | ------------------ | ---------- | -------- |
| トム         | ウィリアム・ハンナ | 八代駿     | 肝付兼太 |
| ジェリー     | ウィリアム・ハンナ | 藤田淑子   | 堀絢子   |
| ジョージ     | ビル・トンプソン   | 荘司美代子 | 八代駿   |
| ナレーション | -                  | 谷幹一     | -        |

ジョージのソフト版吹替声優の八代はかつてTBS版でトムを演じており、ソフト版でトムを演じる肝付と共に新旧のトム役が共演する形となっている。

## 関連事項
- トムとジェリー
- 共同戦線